# Antiestrógeno
Los antiestrógenos, también conocidos como antagonistas del estrógeno o bloqueadores del estrógenoson, fármacos capaces de impedir o dificultar parte o todas las acciones de los estrógenos. Usualmente actúan como "inhibidores competitivos".
Actúan bloqueando el receptor de estrógeno (RE) y/o inhibiendo o suprimiendo la producción de estrógeno. Los antiestrógenos son uno de los tres tipos de antagonistas de las hormonas sexuales, los otros son los antiandrógenos y los antiprogestágenos.
Tienen actualmente importancia por su eficacia como tratamiento del cáncer de mama.

## Tipos y ejemplos
Los antiestrógenos incluyen moduladores selectivos de los receptores de estrógeno (SERM) como el tamoxifeno, el clomifeno y el raloxifeno, el antagonista silencioso de los ER y el degradador selectivo de los receptores de estrógeno (SERD) fulvestrant, inhibidores de la aromatasa (ISA) como el anastrozol, y antigonadotropinas como los andrógenos/esteroides anabólicos, los progestágenos y los análogos de la GnRH.
Aunque los inhibidores de la aromatasa y las antigonadotropinas pueden considerarse antiestrógenos según algunas definiciones, a menudo se tratan como clases distintas. Los inhibidores de la aromatasa y las antigonadotropinas reducen la producción de estrógeno, mientras que el término "antiestrógeno" a menudo se reserva para los agentes que reducen la respuesta al estrógeno Aromatase inhibitors and antigonadotropins reduce the production of estrogen, while the term "antiestrogen" is often reserved for agents reducing the response to estrogen.

## Usos médicos
Los antiestrógenos se utilizan para:
- Terapia de privación de estrógenos en el tratamiento de cáncer de mama  ER-positivo
- Inducción de la ovulación en la infertilidad por anovulación
- Hipogonadismo masculino
- Ginecomastia (desarrollo de las mamas en los hombres)
- Un componente de la terapia de reemplazo hormonal para hombres transgéneros

## Efectos secundarios
- Los efectos secundarios de los antiestrógenos incluyen sofocos, osteoporosis, atrofia de los senos, sequedad vaginal y atrofia vaginal. Además, pueden causar depresión y reducción de la libido.

## Historia
- El Etanoxitriphetol (MER-25) fue el primer antagonista de la sala de emergencias en ser descubierto,[8] seguido por el clomifeno y el tamoxifeno.[9][10]